# Soborzyce (gromada)
Soborzyce – dawna gromada, czyli najmniejsza jednostka podziału terytorialnego Polskiej Rzeczypospolitej Ludowej w latach 1954–1972.
Gromady, z gromadzkimi radami narodowymi (GRN) jako organami władzy najniższego stopnia na wsi, funkcjonowały od reformy reorganizującej administrację wiejską przeprowadzonej jesienią 1954 do momentu ich zniesienia z dniem 1 stycznia 1973, tym samym wypierając organizację gminną w latach 1954–1972.
Gromadę Soborzyce siedzibą GRN w Soborzycach utworzono – jako jedną z 8759 gromad na obszarze Polski – w powiecie radomszczańskim w woj. łódzkim, na mocy uchwały nr 36/54 WRN w Łodzi z dnia 4 października 1954. W skład jednostki weszły obszary dotychczasowych gromad Soborzyce i Cudków oraz leśnictwo i leśniczówka Bocian oraz parcelacja Maluszyce z dotychczasowej gromady Dąbrowa Zielona ze zniesionej gminy Dąbrowa Zielona w tymże powiecie. Dla gromady ustalono 15 członków gromadzkiej rady narodowej.
1 lipca 1968 gromadę zniesiono, a jej obszar włączono do gromad: Dąbrowa Zielona (wieś Soborzyce, kolonię Zaleszczyny, osadę leśną Bocian, kolonię Maluszyce, kolonię Maćkówka, kolonię Osiny oraz kolonię Wierzbie) i Borzykowa (wieś Cudków) w tymże powiecie.